# Campionats del món de ciclocròs de 1969
Els Campionats del món de ciclocròs de 1969 foren la vintena edició dels mundials de la modalitat de ciclocròs i es disputaren el 23 de febrer de 1969 a Magstadt, Baden-Württemberg, Alemanya de l'Oest. Es disputaren dues proves masculines.

## Resultats
| Prova                   | Or                          | Or         | Plata                        | Plata    | Bronze                    | Bronze   |
| Cursa elit masculina    | Eric De Vlaeminck · Bèlgica | 1h 17' 32" | Rolf Wolfshohl · RFA         | + 1' 32" | Renato Longo · Itàlia     | + 2' 25" |
| Cursa amateur masculina | René De Clercq · Bèlgica    | 1h 09' 36" | Roger De Vlaeminck · Bèlgica | + 32"    | Robert Vermeire · Bèlgica | + 56"    |

## Classificacions

### Classificació de la prova masculina elit
| Pos. | Ciclista                  | País          | Temps      |
| ---- | ------------------------- | ------------- | ---------- |
|      | Eric De Vlaeminck         | Bèlgica       | 1h 17' 32" |
|      | Rolf Wolfshohl            | RFA           | + 1' 32"   |
|      | Renato Longo              | Itàlia        | + 2' 25"   |
| 4    | Luciano Luciani           | Itàlia        | + 2' 27"   |
| 5    | Freddy Nijs               | Bèlgica       | + 6' 40"   |
| 6    | Ernst Boller              | Suïssa        | + 7' 21"   |
| 7    | Hermann Gretener          | Suïssa        | + 7' 49"   |
| 8    | Huub Harings              | Països Baixos | + 7' 56"   |
| 9    | Julien Van Den Haesevelde | Bèlgica       | + 7' 56"   |
| 10   | Giovanni Bettinelli       | Itàlia        | + 8' 17"   |

### Classificació de la prova masculina amateur
| Pos. | Ciclista           | País           | Temps      |
| ---- | ------------------ | -------------- | ---------- |
|      | René De Clercq     | Bèlgica        | 1h 09' 36" |
|      | Roger De Vlaeminck | Bèlgica        | + 32"      |
|      | Robert Vermeire    | Bèlgica        | + 56"      |
| 4    | Jakob Küster       | Suïssa         | + 1' 30"   |
| 5    | Franco Livian      | Itàlia         | + 2' 05"   |
| 6    | Peter Frischknecht | Suïssa         | + 2' 26"   |
| 7    | Břetislav Souček   | Txecoslovàquia | + 2' 42"   |
| 8    | Pierre Bernet      | França         | + 3' 09"   |
| 9    | Flory Ongenae      | Bèlgica        | + 3' 20"   |
| 10   | Gertie Wildeboer   | Països Baixos  | + 3' 27"   |

## Medaller
| Posició | País    | Or | Plata | Bronze | Total |
| 1       | Bèlgica | 2  | 1     | 1      | 4     |
| 2       | RFA     | 0  | 1     | 0      | 1     |
| 3       | Itàlia  | 0  | 0     | 1      | 1     |